# Rabbids

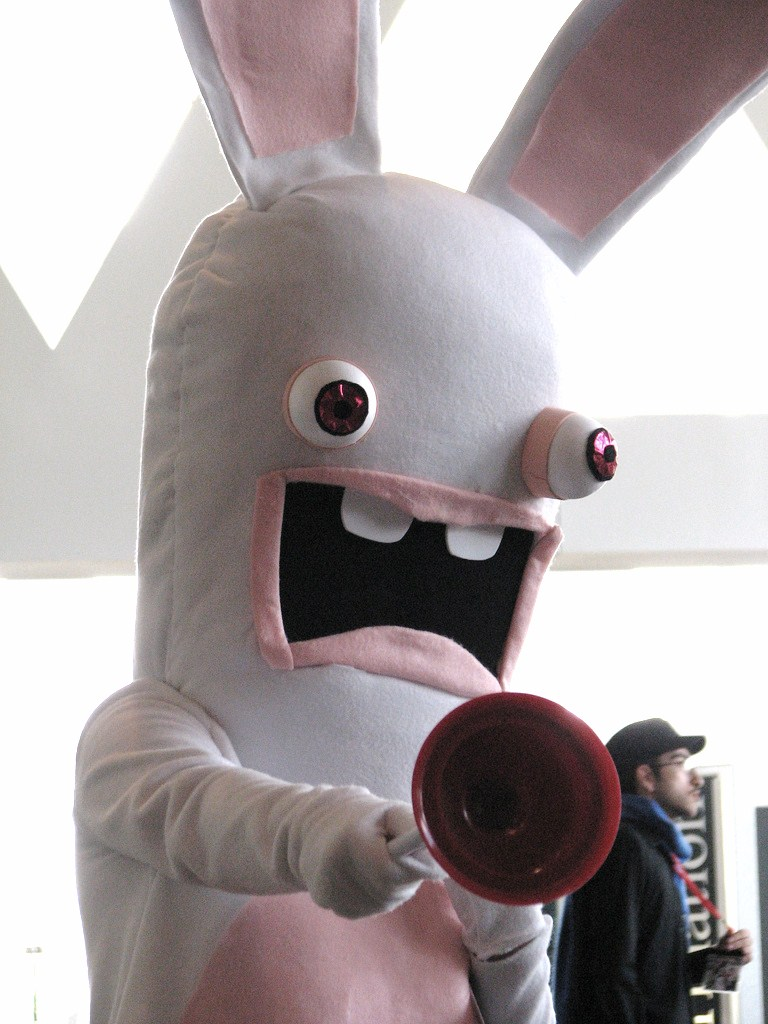
Cosplay di un Rabbid, Otakon 2007.

Rabbids è una serie di videogiochi nata come spin-off di Rayman. La serie pone le sue origini con Rayman Raving Rabbids per poi discostarsi dalla serie di Rayman per assumere un proprio rilievo. I protagonisti sono gli omonimi conigli antropomorfi originari della Luna.

## Creazione dei Rabbids
I primi trailer del videogioco Rayman Raving Rabbids descrivevano dei conigli cattivi e minacciosi e con un aspetto diverso, che apparivano dal sottosuolo con uno sguardo vuoto e con piccoli occhi. Il gioco doveva essere la quarta avventura ufficiale di Rayman, dove il protagonista doveva combattere in stile kung fu attraverso un'orda di zombie-conigli. Mentre il concetto di gioco si evolveva, i conigli hanno lentamente cambiato aspetto, erano molto più simpatici e pazzamente divertenti, passando da semplici antagonisti a personaggi con vari tratti ed emozionali.

## Videogiochi

### SerieRayman
| Titolo                         | Pubblicazione | Sviluppo                           | Sistema                                                                      |
| ------------------------------ | ------------- | ---------------------------------- | ---------------------------------------------------------------------------- |
| Rayman Raving Rabbids          | 2006          | Ubisoft Montpellier, Ubisoft Sofia | Wii, PS2, Nintendo DS, Windows, Xbox 360, Game Boy Advance, Cellulare, macOS |
| Rayman Raving Rabbids 2        | 2007          | Ubisoft Paris                      | Wii, Nintendo DS, Windows                                                    |
| Rayman Raving Rabbids TV Party | 2008          | Ubisoft Paris                      | Wii, Nintendo DS, Cellulare                                                  |

### Serie principale
| Titolo                                    | Pubblicazione | Sviluppo                           | Sistema                                 |
| ----------------------------------------- | ------------- | ---------------------------------- | --------------------------------------- |
| Rabbids Go Home                           | 2009          | Ubisoft Montpellier, Ubisoft Sofia | Wii, Nintendo DS                        |
| Raving Rabbids Travel in Time             | 2010          | Ubisoft Paris, Ubisoft Casablanca  | Wii, Nintendo 3DS                       |
| Rabbids Go Phone                          | 2010          | Ubisoft                            | iOS                                     |
| Rabbids: Fuori di Schermo                 | 2011          | Ubisoft Milano, Ubisoft Paris      | Xbox 360                                |
| Raving Rabbids: Party Collection          | 2011          | Ubisoft                            | Wii                                     |
| Rabbids Land                              | 2012          | Ubisoft Paris                      | Wii U                                   |
| Rabbids Rumble                            | 2012          | Ubisoft, Headstrong Games          | Nintendo 3DS                            |
| Rabbids Big Bang                          | 2013          | Ubisoft Milano, Ubisoft Paris      | iOS, Android, Windows Phone             |
| Rabbids Invasion: The Interactive TV Show | 2014          | Ubisoft Barcelona                  | PS4, Xbox One, Xbox 360                 |
| Rabbids Heroes                            | 2016          | Ubisoft                            | iOS, Android                            |
| Rabbids Crazy Rush                        | 2017          | Ubisoft                            | iOS, Android                            |
| Virtual Rabbids: The Big Plan             | 2017          | Ubisoft                            | Android                                 |
| Rabbids Coding!                           | 2019          | Ubisoft                            | Windows                                 |
| Rabbids Wild Race                         | 2020          | Ubisoft                            | Browser                                 |
| Rabbids Volcano Panic                     | 2021          | Ubisoft                            | Browser                                 |
| Rabbids @ Versailles                      | 2021          | Ubisoft                            | iOS                                     |
| Rabbids: Party of Legends                 | 2022          | Ubisoft                            | PS4, Windows, Xbox One, Nintendo Switch |

### Serie crossover
| Titolo                                            | Pubblicazione | Sviluppo                                          | Sistema         |
| ------------------------------------------------- | ------------- | ------------------------------------------------- | --------------- |
| Mario + Rabbids Kingdom Battle                    | 2017          | Ubisoft Milan, Ubisoft Paris, Ubisoft Montpellier | Nintendo Switch |
| Mario + Rabbids: Donkey Kong Adventure (DLC)      | 2018          | Ubisoft Milan, Ubisoft Paris, Ubisoft Montpellier | Nintendo Switch |
| Mario + Rabbids Sparks of Hope                    | 2022          | Ubisoft                                           | Nintendo Switch |
| Mario + Rabbids: La Torre della Cooondanna (DLC)  | 2023          | Ubisoft                                           | Nintendo Switch |
| Mario + Rabbids: L'ultima Braccaspark (DLC)       | 2023          | Ubisoft                                           | Nintendo Switch |
| Mario + Rabbids: Rayman in the Phantom Show (DLC) | 2023          | Ubisoft                                           | Nintendo Switch |

## Altri media

### Serie televisiva
È stata prodotta anche una serie animata dedicata ai Rabbids, intitolata Rabbids: Invasion, trasmessa durante il 2013 sulla rete televisiva Nickelodeon. Negli Stati Uniti, la serie è stata trasmessa in anteprima il 3 agosto 2013, mentre nel resto del mondo è stata trasmessa tra i mesi di ottobre e dicembre dello stesso anno.

### Apparizioni fuori dalla serie
I Rabbids sono diventati presto celebri, influenzando il mondo videoludico anche con apparizioni cameo e citazioni in altri giochi, alcuni proposti dalla stessa Ubisoft. Tra essi figurano Academy of Champions: Football, Just Dance 2, Red Steel, Tom Clancy's Splinter Cell: Conviction, Prince of Persia: Le sabbie dimenticate, Assassin's Creed IV: Black Flag, Just Dance 2015,Assassin's Creed: Odyssey e appaiono occasionalmente in vari aggiornamenti del gioco per dispositivi mobili Rayman Adventures.